# 12 стульев (телеспектакль)
«12 сту́льев» (также «Двена́дцать сту́льев») — телеспектакль Александра Белинского по мотивам одноимённого романа И. Ильфа и Е. Петрова, снятый на Ленинградском телевидении в 1966 году. Фильм является первой советской экранизацией произведения. 

## Структура телеспектакля
Чёрно-белый телеспектакль включил в себя ряд выборочных глав романа «Двенадцать стульев», в последовательности, отличающейся от авторской. Съёмки проходили в павильоне, на фоне условных декораций. В процессе телеспектакля текст от автора (с некоторыми изменениями и сокращениями) читают сами актёры, представляясь по ходу действия.
- Первая серия
  - «Великий комбинатор»
  - «Кончина мадам Петуховой»
  - «Голубой воришка»
  - «Где ваши локоны?»
- Вторая серия
  - «Среди океана стульев»
  - «Людоедка Эллочка»
  - «Авессалом Владимирович Изнуренков» (так произносится в этом фильме)
  - «Автор «Гаврилиады»
  - «Вид на малахитовую лужу»
  - «Сокровище»

## В ролях
- Игорь Горбачёв — Остап Бендер / Илья Ильф
- Николай Боярский — Киса Воробьянинов / Евгений Петров
- Рэм Лебедев — отец Фёдор
- Гликерия Богданова-Чеснокова — Елена Станиславовна Боур, бывшая красавица-прокурорша (в титрах как: Г. Богданова-Честнокова)
- Алиса Фрейндлих — Эллочка-людоедка
- Ирина Асмус — Лиза Калачёва
- Вера Сонина — Клавдия Ивановна Петухова, тёща Воробьянинова
- Валентина Савельева — мадам Грицацуева
- Константин Адашевский — дворник Тихон
- Анатолий Абрамов — завхоз Дома культуры
- Борис Рыжухин — Варфоломей Коробейников
- Павел Панков — инженер Щукин
- Михаил Девяткин — Виктор Михайлович Полесов, слесарь-интеллигент
- Лев Лемке — Никифор Ляпис-Трубецкой
- Владимир Эренберг — редактор журнала «Кооперативная флейта»
- Михаил Храбров — Александр Яковлевич, (Альхен), голубой воришка
- Всеволод Кузнецов — Паша Эмильевич
- Александр Соколов — монтёр Мечников
- Анатолий Королькевич — Кислярский, председатель Одесской бубличной артели «Московские баранки»
- Юрий Шепелев — Максим Петрович Чарушников, бывший гласный городской думы
- Иван Панков — беспризорник
- Георгий Штиль — Владя, молодой человек без фамилии
- Борис Лёскин — аукционист
- Александр Орлов — Дядьев, хозяин «Быстроупака»
- Валентин Лебедев — эпизод

## Съёмочная группа
- Сценарист: М. Алексеева
- Режиссёр: Александр Белинский
- Операторы: Б. Никаноров, Андрей Гусак
- Художник: Валентин Попов
- Композитор: Дмитрий Шостакович